# Zuzana Dvorská Šípová

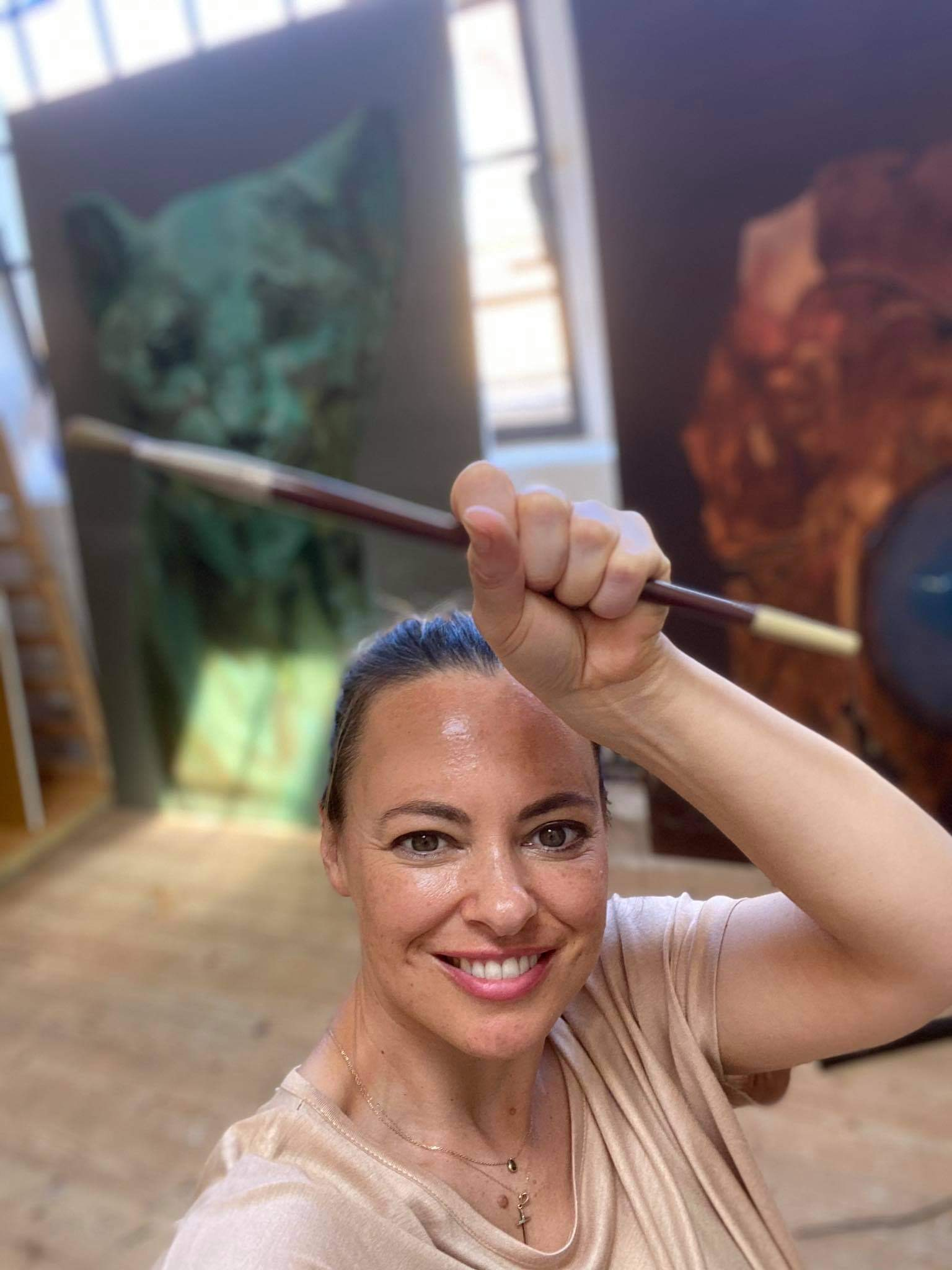
malířka Zuzana Šípová

Zuzana Dvorská Šípová (* 16. března 1977, Olomouc) je česká malířka, výtvarnice a kurátorka výstav.

## Život
Vystudovala Střední uměleckou školu grafickou v Jihlavě, studovala na Pedagogické fakultě Univerzity Palackého v Olomouci a v roce 2017 úspěšně absolvovala Akademii výtvarných umění v Ateliéru malířství III. Prof. Michaela Rittsteina. Patří mezi přední české malíře věnující se hyperrealismu, tento malířský směr však často překračuje a do svých zdánlivě realistických obrazů vkládá své emoce a specifický umělecký výraz. "U interpretace obrazového znázornění vždy akcentuji osobní pohled s prožitkem na situaci, která tvaruje a určuje výrazový přesah znázorňujícího, tedy samotné věci. K pochopení skutečnosti je podstatná daná přítomnost, ve které se nacházím. Emoční vklad má vliv na hodnotu vnitřních i vnějších vrstev. Poznání věci je výrazem postoje k ní. Tedy vklad další identity, vlastní." říká ke své tvorbě sama autorka. Jejím dlouhodobým projektem je cyklus obrazů s názvem Identita, ve kterém zpracovává osobní předměty svého dědečka, který za II. světové války prošel totálním nasazením. Dalším důležitým tématem její tvorby je malba koní.
Její obrazy jsou zastoupeny v řadě soukromých sbírek v České republice, na Slovensku, Německu, Itálii, Belgii, USA, Rakousku a Velké Británii. Vystavovala na celé řadě samostatných i kolektivních výstav.